# 최고다 이순신
《최고다 이순신》은 2013년 3월 9일부터 2013년 8월 25일까지 방영된 한국방송공사 주말연속극이다.
한때 이름 논란이 일기도 했다.
아울러, 당초 《메이 퀸》 후속 MBC 주말 특별 기획 드라마로 편성될 당시 윤상현, 강소라가 남녀 주인공 물망에 오르기도 했지만 이런 저런 사정으로 좌절 되었고 당시 해당 드라마 자리에는 《백년의 유산》이 대타로 들어갔다.

## 소개
아버지의 죽음을 계기로 뜻하지 않은 운명의 소용돌이에 휩쓸리게 된 엄마와 막내딸의 행복 찾기와 그녀의 사랑 이야기를 담은 드라마.

## 등장 인물

### 이순신 가족들
- 이지은 : 이순신 역 - 이창훈과 송미령(김경숙)의 막내 딸.
- 고두심 : 김정애 역 - 순신의 양모, 혜신과 유신의 엄마, 막례의 며느리
- 김용림 : 심막례 역 - 순신의 할머니, 창훈의 친어머니, 정애와 미령(경숙)의 시어머니
- 손태영 : 이혜신 역 - 이창훈의 첫째 딸, 순신의 첫째 양언니.
- 유인나 : 이유신 역 - 이창훈의 둘째 딸, 순신의 둘째 양언니.
- 김환희 : 한우주 역 - 혜신의 딸, 유신과 순신의 조카
- 정동환 : 이창훈 역 - 순신의 아빠, 막례의 아들.

### 신준호 가족들
- 조정석: 신준호 역 - 기획사 대표
- 김갑수: 신동혁 역 - 준호의 아버지
- 이응경: 윤수정 역 - 준호의 어머니, 동혁의 아내
- 배그린: 신이정 역 - 준호의 여동생

### 박찬우 가족들
- 고주원: 박찬우 역 - 피부과 전문의
- 김동주 : 장길자 역 - 찬우의 어머니
- 송민형 : 박복만 역 - 찬우의 아버지
- 이슬비: 박찬미 역 - 찬우의 여동생, 순신의 친구

### 기획사 사람들
- 이미숙: 송미령(김경숙) 역 - 순신의 친어머니, 창훈의 과거 연인
- 윤다훈: 황일도 역 - 미령의 매니저
- 김윤서: 최연아 역
- 이지훈: 조인성 역

### 그 외 사람들
- 이지훈: 김영훈 역 - 가비엔터테인먼트 1층 레스토랑 점장. 준호의 대학 선배로 준호와 가장 가까운 친구
- 정우: 서진욱 역 - 동네 제과점의 대리 사장 겸 제빵사
- 최강원: 고재범 역
- 한수아: 한 대리 역
- 강일구: 박 팀장 역
- 오초희: 윤 코디 역
- 김방원: 박윤식 역
- 권성현: 기자 역
- 김영재: 한재형 역
- 공윤찬: 대학생 역

### 특별 출연
- 김광규: 사기꾼 역
- 서경석: 토크쇼 진행자 역
- 이선호: 최연아의 동료 배우 역
- 김기리: 이유신의 스토커 역
- 지영우: 최연아의 동료 배우 역

## 수상 경력
- 2013년 KBS 연기대상 장편드라마 부문 남자 우수상/ 베스트 커플상 조정석
- 2013년 KBS 연기대상 장편드라마 부문 여자 우수상 이미숙
- 2013년 KBS 연기대상 여자 신인상 / 베스트 커플상 아이유
- 2013년 KBS 연기대상 남자 신인상 정우

## OST
- 몰라몰라(노래) - 타히티 (음악 그룹)
- 별 헤는 밤 - 써니힐
- 완전 사랑해요 - 조정석
- 한 사람만 보여요 - 이창민

## 시청률
아래의 파란색 숫자는 '최저 시청률'이고, 빨간색 숫자는 '최고 시청률'입니다. 시청률조사회사와 지역별로 시청률에 차이가 있을 수 있습니다.
| 2013년      | 2013년      | 2013년          | 2013년        | 2013년          | 2013년        |
| 회차        | 방송일      | TNmS 시청률     | TNmS 시청률   | AGB 시청률      | AGB 시청률    |
| 회차        | 방송일      | 대한민국 (전국) | 서울 (수도권) | 대한민국 (전국) | 서울 (수도권) |
| ----------- | ----------- | --------------- | ------------- | --------------- | ------------- |
| 제1회       | 3월 9일     | 25.9%           | 26.6%         | 22.2%           | 22.5%         |
| 제2회       | 3월 10일    | 27.2%           | 28.3%         | 24.3%           | 24.8%         |
| 제3회       | 3월 16일    | 23.7%           | 23.9%         | 21.0%           | 22.1%         |
| 제4회       | 3월 17일    | 25.6%           | 25.7%         | 25.2%           | 26.6%         |
| 제5회       | 3월 23일    | 22.0%           | 24.7%         | 22.3%           | 22.6%         |
| 제6회       | 3월 24일    | 26.7%           | 26.8%         | 26.2%           | 26.4%         |
| 제7회       | 3월 30일    | 25.3%           | 26.6%         | 23.3%           | 23.5%         |
| 제8회       | 3월 31일    | 28.7%           | 29.6%         | 26.9%           | 27.6%         |
| 제9회       | 4월 6일     | 25.7%           | 26.1%         | 25.9%           | 26.9%         |
| 제10회      | 4월 7일     | 28.5%           | 29.0%         | 27.3%           | 28.6%         |
| 제11회      | 4월 13일    | 24.0%           | 27.1%         | 24.0%           | 25.4%         |
| 제12회      | 4월 14일    | 27.4%           | 27.4%         | 28.0%           | 29.8%         |
| 제13회      | 4월 20일    | 25.6%           | 25.1%         | 25.9%           | 27.1%         |
| 제14회      | 4월 21일    | 26.2%           | 26.5%         | 27.3%           | 29.4%         |
| 제15회      | 4월 27일    | 23.7%           | 23.0%         | 23.0%           | 23.2%         |
| 제16회      | 4월 28일    | 26.8%           | 26.9%         | 26.7%           | 27.5%         |
| 제17회      | 5월 4일     | 21.7%           | 21.4%         | 21.7%           | 23.6%         |
| 제18회      | 5월 5일     | 25.4%           | 25.4%         | 26.2%           | 28.2%         |
| 제19회      | 5월 11일    | 21.0%           | 22.0%         | 22.0%           | 23.7%         |
| 제20회      | 5월 12일    | 26.0%           | 26.3%         | 27.6%           | 29.7%         |
| 제21회      | 5월 18일    | 24.9%           | 25.6%         | 24.6%           | 26.1%         |
| 제22회      | 5월 19일    | 27.3%           | 28.5%         | 29.5%           | 32.0%         |
| 제23회      | 5월 25일    | 22.9%           | 23.6%         | 23.8%           | 25.7%         |
| 제24회      | 5월 26일    | 27.0%           | 27.7%         | 28.4%           | 30.9%         |
| 제25회      | 6월 1일     | 24.2%           | 25.7%         | 24.9%           | 25.6%         |
| 제26회      | 6월 2일     | 26.6%           | 27.4%         | 29.8%           | 32.3%         |
| 제27회      | 6월 8일     | 23.5%           | 24.2%         | 24.4%           | 26.2%         |
| 제28회      | 6월 9일     | 26.1%           | 26.6%         | 29.6%           | 31.7%         |
| 제29회      | 6월 15일    | 22.0%           | 22.7%         | 23.2%           | 24.6%         |
| 제30회      | 6월 16일    | 24.8%           | 26.5%         | 27.9%           | 31.0%         |
| 제31회      | 6월 22일    | 24.2%           | 25.2%         | 24.2%           | 26.2%         |
| 제32회      | 6월 23일    | 26.1%           | 27.1%         | 27.5%           | 28.5%         |
| 제33회      | 6월 29일    | 23.5%           | 26.3%         | 23.5%           | 24.6%         |
| 제34회      | 6월 30일    | 26.4%           | 27.7%         | 26.9%           | 27.8%         |
| 제35회      | 7월 6일     | 22.2%           | 24.0%         | 24.0%           | 25.1%         |
| 제36회      | 7월 7일     | 26.6%           | 28.0%         | 29.9%           | 31.7%         |
| 제37회      | 7월 13일    | 23.8%           | 26.1%         | 23.7%           | 24.4%         |
| 제38회      | 7월 14일    | 27.8%           | 30.6%         | 28.5%           | 31.7%         |
| 제39회      | 7월 20일    | 23.2%           | 24.4%         | 24.4%           | 26.9%         |
| 제40회      | 7월 21일    | 28.6%           | 30.3%         | 30.1%           | 32.6%         |
| 제41회      | 7월 27일    | 24.0%           | 25.9%         | 25.2%           | 27.0%         |
| 제42회      | 7월 28일    | 24.0%           | 24.7%         | 27.1%           | 30.4%         |
| 제43회      | 8월 3일     | 23.0%           | 22.9%         | 22.9%           | 22.9%         |
| 제44회      | 8월 4일     | 26.4%           | 25.8%         | 26.0%           | 27.4%         |
| 제45회      | 8월 10일    | 24.6%           | 27.1%         | 23.7%           | 25.5%         |
| 제46회      | 8월 11일    | 27.0%           | 28.2%         | 26.6%           | 28.0%         |
| 제47회      | 8월 17일    | 24.5%           | 25.8%         | 25.0%           | 26.0%         |
| 제48회      | 8월 18일    | 27.9%           | 29.2%         | 30.8%           | 33.4%         |
| 제49회      | 8월 24일    | 24.4%           | 24.0%         | 25.6%           | 25.8%         |
| 제50회      | 8월 25일    | 29.3%           | 31.8%         | 30.1%           | 31.8%         |
| 평균 시청률 | 평균 시청률 | 25.3%           | 26.2%         | 25.8%           | 27.3%         |

## 같이 보기
- MBC 주말 드라마 《아들 녀석들》(2012년 9월 22일~2013년 3월 24일)
- MBC 주말 드라마 《금 나와라, 뚝딱!》(2013년 4월 6일~2013년 9월 22일)
- SBS 주말 드라마 《내 사랑 나비부인》(SBS, 2012년 10월 6일~2013년 4월 7일)
- SBS 주말 드라마 《원더풀 마마》(2013년 4월 13일~2013년 9월 22일)